# Ludwig Ziemssen

Ludwig Ziemssen

Ludwig Ziemssen (* 29. September 1823 in Greifswald; † 3. Januar 1895 in Friedenau) war ein deutscher Pädagoge, Schriftsteller und Redakteur.
Er war der Sohn des Hofgerichts- und Geheimen Justizrats Wilhelm Karl Ludwig Ziemssen. Er besuchte das Gymnasium in Greifswald und anschließend die dortige Universität und studierte Philologie und Geschichte. Sein Vater starb 1842, wodurch er gezwungen war, schon während des Studiums seinen Lebensunterhalt selbst zu verdienen. 1846 ging er nach Berlin und unterrichtete schon als Student an einer höheren Mädchenschule. Dann wirkte er einige Jahre als Hauslehrer in Neu-Placht und Bankau. In Berlin befreundete er sich mit Friedrich Spielhagen, Adolf Stahr und dessen Frau Fanny Lewald sowie mit Emil Palleske. 1850 beendete er seine Studien mit der Staatsprüfung und der Promotion und wurde Probekandidat am Gymnasium in Greifswald und später Lehrer am Gymnasium in Stargard und von 1872 bis 1882 Oberlehrer am Fürstin-Hedwig-Gymnasium in Neustettin. 1882 ließ er sich pensionieren und siedelte nach Berlin über, wo er für die Freien Stunden, eine Beilage der Zeitung Die Tribüne, schrieb und die Frauenzeitschrift Der Bazar als Redakteur leitete. Ziemssen war Mitglied im Verein Berliner Presse und wirkte als Schatzmeister in der Deutschen Schillerstiftung.

## Schriften (Auswahl)

Deckelillustration zu Ziemssens Buch über Knobelsdorff

- Vergangene Tage. Kulturhistorische Novellen. Wigand, Cassel, Göttingen 1862. Digitalisat Bd.1, Bd.2
- Fürst und Waidmann. Historische Novelle. Liebheit & Thiesen, Berlin 1869. (Digitalisat, Anmeldung erforderlich)
- Umwege zum Glück. Roman. Janke, Berlin 1870. Digitalisat
- Heimath und Fremde. Novelle. May, Berlin 1870. (Digitalisat)
- Novellen. Berlin 1872.
- Friedrich Spielhagen. Schottlaender, Breslau 1883.
- Zum Tagesschluß. Neues Novellenbuch für deutsche Familienkreise. 3 Bände. Berlin 1884.
- Friedrich. Deutscher Kaiser und König von Preußen. Ein Lebensbild. Lipperheide, Berlin 1888. Digitalisat
- Johann Sebastian Bach. Ein Lebensbild für Deutschlands Jugend. Flemming, Glogau 1889. (Carl Flemming's vaterländische Jugendschriften 11) (Digitalisat)
- Schön Elslin. Historische Erzählung aus dem 15. Jahrhundert. Flemming, Glogau 1890. (Thekla von Gumperts Bücherschatz für Deutschlands Töchter. 8)
- Ernst Rietschel. Ein deutsches Künstlerleben. Flemming, Glogau 1892. (Digitalisat)
- Franz von Sickingen. Ein Bild ritterlichen Lebens aus der Reformationszeit. Flemming, Glogau 1892.
- Die Zeit Napoleon's. Bilder aus der deutschen Geschichte. 3 Bände. Ullstein, Berlin 1891–1893.
- Georg Wenzeslaus von Knobelsdorff. Lebensbild eines Künstlers und Freundes Friedrichs des Grossen. Flemming, Glogau 1893. Digitalisat
- Deutschland nach den Befreiungskriegen. Bilder aus der Deutschen Geschichte. 3 Bände. Ullstein, Berlin 1893–1894.
- Hans Sachs. Ein Lebensbild für die deutsche Jugend. Flemming, Glogau um 1895.